# 九品寺 (御所市)
九品寺（くほんじ）は、奈良県御所市楢原にある浄土宗の寺院。山号は戒那山（かいなさん）。本尊は阿弥陀如来。境内や裏山には「千体石仏」と称される多数の石仏がある。

## 歴史
この寺の創建年代等については不詳であるが、奈良時代の僧行基によって創建されたと伝えられる。中世には御所城主楢原氏の菩提所であった。永禄年間（1558年 - 1570年）観誉弘誓によって現在の浄土宗に改められた。

## 文化財
- 重要文化財（国指定）
  - 木造阿弥陀如来坐像

## 所在地
- 奈良県御所市楢原1188